# 22 vs. Earth
22 vs. Earth (bra/prt: 22 Contra a Terra) é um curta-metragem animado lançado em 30 de abril de 2021 da Pixar para o Disney+. O curta é um prequel do filme Soul e é focado na personagem 22.

## Enredo
22 se recusa a ir para a Terra, alistando uma gangue de 5 outras novas almas em sua tentativa de rebelião. No entanto, como as atividades de seus companheiros levam a resultados inesperados, o enredo subversivo de 22 pode realmente levar a uma revelação surpreendente sobre o significado da vida.

## Elenco
- Tina Fey como 22
- Ricard Ayoade e Alice Braga como os Jerries
- Micah Chen como Moonbeam
- Adela Drabek como Amendoim
- Aiyanna Miorin como Zimmy
- Karee Ducharme como Macarrão
- Samantha Ho como D-Pac
- Azriel Dalman como Netuno
- Juliana Alcaron como Happy Soul

## Recepção
Gray Houser, da Monorail News, elogiou o curta, chamando-o de "rir alto" e "perfeito", enquanto via potencial para uma série de curtas-metragens seguindo 22 no Pré-Vida. Tanzim Pardiwalla do Mashable avaliou o filme com 3,5/5, dizendo que embora o curta não respondesse a muitas perguntas, foi uma adição bem-vinda ao Soul.